# Torneo Bicentenario de Rugby 2018
El Torneo Bicentenario de Rugby de 2018 fue la segunda y última edición del torneo de rugby que enfrentó a equipos de Argentina y Chile.

## Primera fase
|  | Finalistas. |

### Grupo A
| Pos. | Equipo                | Encuentros | Encuentros | Encuentros | Encuentros | Tantos | Tantos | Tantos | PB | PB | Puntos |
| Pos. | Equipo                | PJ         | PG         | PE         | PP         | F      | C      | Dif    | BO | BD | Puntos |
| ---- | --------------------- | ---------- | ---------- | ---------- | ---------- | ------ | ------ | ------ | -- | -- | ------ |
| 1.º  | Old Boys              | 2          | 1          | 0          | 1          | 41     | 53     | -12    | 1  | 0  | 5      |
| 2.º  | Huazihul              | 2          | 1          | 0          | 1          | 41     | 37     | +4     | 0  | 1  | 5      |
| 3.º  | Universitario Mendoza | 2          | 1          | 0          | 1          | 47     | 39     | +8     | 0  | 0  | 4      |

### Grupo B
| Pos. | Equipo   | Encuentros | Encuentros | Encuentros | Encuentros | Tantos | Tantos | Tantos | PB | PB | Puntos |
| Pos. | Equipo   | PJ         | PG         | PE         | PP         | F      | C      | Dif    | BO | BD | Puntos |
| ---- | -------- | ---------- | ---------- | ---------- | ---------- | ------ | ------ | ------ | -- | -- | ------ |
| 1.º  | U.N.S.J. | 2          | 2          | 0          | 0          | 78     | 17     | +61    | 1  | 0  | 9      |
| 2.º  | C.P.B.M. | 2          | 1          | 0          | 1          | 40     | 64     | -14    | 1  | 0  | 5      |
| 3.º  | COBS     | 2          | 0          | 0          | 2          | 36     | 73     | -37    | 0  | 0  | 0      |

## Final
| 7 de abril de 2018 | U.N.S.J. | Cancelado | Old Boys |  |  |